# ثلاث مدن مقدسة
ثلاث مدن مقدسة (بالفرنسية: Trois Villes saintes) هو مقال طويل أو تأمل سردي كتبه الكاتب الفرنسي جان-ماري غوستاف لو كليزيو، الحائز على جائزة نوبل في الأدب لعام 2008. صدر لأول مرة في مجلة Nouvelle Revue Française عام 1975، ثم نُشر في كتاب مستقل عام 1980 عن دار النشر الفرنسية غاليمار.ترجمه للعربية معن السهوي ونشرته دار ممدوح عدوان للنشر والتوزيع سنة 2020

## مضمونه
يتناول هذا النص ثلاث بلدات تقع في منطقة يوكاتان في المكسيك، هي: تشانكا (Chancah)، تيكسكاكال (Tixcacal)، وتشون بوم (Chun Pom)، والتي أصبحت رموزًا روحية وشاعرية في نص لو كليزيو، حيث تتشابك فيها قضايا الإنسان، والطبيعة، والجفاف، والغياب المؤلم للآلهة. ينطلق الكاتب من وصف بيئة قاحلة وعنيفة، تتعرض فيها الحرية البشرية للتهديد، ليس فقط بسبب الفقر أو المناخ القاسي، بل أيضًا بسبب صمت القوى الميتافيزيقية.

## الخلفية والسياق
جاء هذا النص نتيجة تجربة حقيقية عاشها الكاتب في أمريكا اللاتينية، حين عمل موظفًا في معهد أمريكا اللاتينية في عام 1967. هناك، تعرف لو كليزيو على المجتمعات الأصلية لشبه جزيرة يوكاتان، وانجذب بشكل خاص إلى تقاليدهم ومعتقداتهم.بين عامي 1970 و1974، قضى لو كليزيو أربع سنوات بين قبائل الإمبيرا في غابات بنما، حيث تعمق في حياة السكان الأصليين وشاركهم العيش واللغة والعادات. وقد أثرت هذه التجربة بعمق في أعماله، كما يظهر في هذا النص.

## الأسلوب
يتسم النص بأسلوب شعري وتأملي، يتداخل فيه السرد الذاتي مع التأمل الفلسفي واللغة الرمزية. لا يعتمد لو كليزيو على السرد التقليدي أو الخطاب الأكاديمي، بل يكتب بلغة كثيفة تعتمد على الصور والانفعالات.نُشر النص لأول مرة في شكل مقال في مجلة Nouvelle Revue Française على مرحلتين:

## الأثر والتلقي
حظي هذا العمل بتقدير النقاد الفرنسيين، لا سيما أولئك المهتمين بأدب ما بعد الاستعمار والأنثروبولوجيا الأدبية. اعتبره البعض جزءًا من تحول لو كليزيو نحو الكتابة الروحية والأنثروبولوجية.وقد نُظر إلى العمل كمرآة لرؤية أدبية جديدة تسعى إلى تجاوز الحداثة الغربية والتقنيات السردية الكلاسيكية، لصالح صوت إنساني حميمي يعبّر عن الشعوب المنسية والهامشية.